# Italiana Manifatture
Italiana Manifatture SpA è un'azienda italiana produttrice di abbigliamento.

## Soci fondatori
I soci fondatori sono tutti appartenenti alla famiglia Castelletti: Franco Castelletti (considerato uno dei maggiori esperti nel settore sportswear e moda in generale, talent scout tanto da lavorare con Andrew MacKenzie, Massimo Rebecchi, Romano Ridolfi oltre ai più noti Massimo Osti, Castelbajac e Guido Pellegrini) Sante Castelletti (già presidente degli industriali di Ascoli Piceno) e Guido Castelletti.

## Storia
I prodromi della nascita della ITALIANA MANIFATTURE SPA si possono individuare in una serie di esperienze che i fratelli Castelletti (Franco e Sante inizialmente, poi Guido) hanno maturato fin dal 1960, acquisendo un patrimonio di conoscenze uniche in quel mercato che negli anni successivi sarebbero esplose diventando il mercato del jeans e dell'abbigliamento.
Agli inizi degli anni '60 i fratelli Castelletti iniziano la loro attività nel settore curando l'introduzione e la distribuzione in Italia dei jeans LEVIS e contribuendo in modo sostanziale all'affermazione in Italia del jeans originale americano.
Successivamente, nel 1970, fondano la "LEE ITALIANA", in partnership (ma dietro loro impulso dopo un lungo viaggio in America dove, dopo un incontro con la LEE, decisero di importarla in Italia) con l'azienda cui erano dirigenti allora, che risultò un momento fondamentale per i futuri fondatori della ITALIANA MANIFATTURE SPA perché permise di comprendere, in chiave di una visione di marketing nettamente anticipatoria per quel periodo, quali fossero le nuove linee strategiche da seguire per proporre in Italia, un nuovo modo di vestire casual partendo dal jeans. In particolare due aspetti:
1) che il concetto di jeans (abbigliamento da lavoro) doveva essere rielaborato e riadattato allo specifico contesto culturale italiano e quindi bisognava inventare il concetto italiano di jeans.
2) che il jeans doveva essere integrato da una serie di capi che ben adattassero al mito e alla filosofia del jeans stesso.
Nel 1972 quindi nacque la International Concorde SpA(holding che controlla la Italiana Manifatture SpA) che si presenta sul mercato in modo perentorio, con un linguaggio nuovo, con proposte incisive.
Fu un successo immediato e si mise subito in moto una spirale espansionistica che dal quel momento fino alla fine degli anni '90 ha coperto una posizione di leader assoluta.
Nel 1974 nasce la Italiana Manifatture Spa che fin dall'inizio accentra tutte le funzioni industriali del gruppo.
Ottenne subito notorietà e successo commerciale grazie al marchio Pooh jeans con cui era commercializzata la linea di abbigliamento casual & sportswear e successivamente con il marchio Star Point e successivamente, anticipando ancora il mercato, grazie alle licenze dei grandi stilisti sino ad allora lontani da mondo del jeans e dello sportswear in generale.
Nella sua storia ha raggiunto fatturati attorno ai 400 miliardi di lire circa, con 3000 dipendenti, 13 sedi produttive, show room a Milano in Via Manzoni, sedi in tutto il mondo e distribuzione internazionale.
La società è in fase di liquidazione volontaria.

## Strutture e dimensioni dell'azienda
Inizialmente il centro operativo era sito in Acquaviva Picena (AP) su una superficie di 17.000 m² di magazzino prodotti finiti, 2.000 m² di reparto produzione, 4.500 di uffici e servizi. Un secondo magazzino prodotti finiti era sito in Controguerra (TE) su una superficie di 3.900 m² .
Per motivi di mercato e di distribuzione inoltre, l'azienda si avvale di un magazzino prodotti finiti presso il "centergross" di Funo di Argelato, Bologna adibito alla vendita all'ingrosso per tutto il centro-nord Italia.
Un modernissimo centro è stato costruito nella zona industriale di Colonnella (TE) su una superficie complessiva di circa 71.000 m² di cui 30.000 m² coperti m² dove veniva realizzato il più importante e complesso magazzino prodotti finito d'Europa.
L'azienda raggiunge produzioni di oltre 15 milioni di capi, spedisce circa 70.000 capi giornalmente utilizzando i 25 centri di distribuzione. Poteva contare su circa 30.000 clienti in Italia e circa 20.000 nel mondo.
L'azienda raggiunge fatturati di oltre 400 mialirdi di Lire.

## Aziende del gruppo
INTERNATIONAL CONCORDE SPA (HOLDING DEL GRUPPO) sita in Colonnella (TE).
CONVAS SpA industria di confezioni presso il comune di Corropoli (TE) su 7.000 m² e poteva contare su 200 addetti.
MANIFATTURE DI BRAMANTE sita nel comune di Urbania su 5.000 m² e poteva contare su 150 addetti.
MANIFATTURA DI ARBORIO sita in Vercelli su 4.000 m² e poteva contare su 100 addetti (la cui direzione era affidata al talento di Cesare Milanetti).
AB.AB. SpA industria di confezioni sita in Roseto degli Abruzzi (TE) su 10.000 m² e poteva contare su 1000 addetti.
MODA POINT INTERNATIONAL SPA sita in SAN BENEDETTO DEL TRONTO (AP).

## Marchi e licenze internazionali
I marchi che l’azienda ha prodotto e portato al successo sono Pooh jeans, Star point, Oaks, Country Marche, Tela Genova, Union Pacific, Janton.
È stata licenziataria (produzione e distribuzione internazionale) delle linee Valentino jeans, junior,18:18, Oliver, Ferrè Jeans, Ferrè Fans, Ferrè Junior, Rhinoisaurex di Ferrè, Enrico Coveri, Enrico Coveri You Young, Gian Marco Venturi, J.C. De Castelbajac, Stone Island, CP Company, Verri Blue Jeans, Naj-Oleari, Filippo Alpi, Guido Pellegrini e molti altri.